# E (DVD)
Pour les articles homonymes, voir E.
Albums de Eminem
Up in Smoke Tour
(2000) All Access Europe
(2002)
E (parfois stylisé Ǝ) est un DVD/VHS regroupant les clips publiés au début de carrière d'Eminem. Le DVD est classé comme non recommandable pour le jeune public.

## Clips
Sorti le 19 décembre 2000, le DVD contient les clips vidéos des chansons suivantes en intégralité et non censurées: 
1. Stan (avec la participation de Dido et de Devon Sawa)[3]
2. The Way I Am (avec la participation de Marilyn Manson[3])
3. The Real Slim Shady (avec la participation de D12, Dr. Dre, Kathy Griffin[3])
4. Role Model
5. Guilty Conscience (avec la participation de Robert Culp[3])
6. My Name Is (avec la participation de Dr. Dre[3])
7. Just Don't Give a Fuck

## Galerie

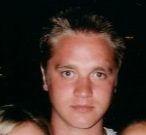
Devon Sawa joue Stan dans la vidéo éponyme
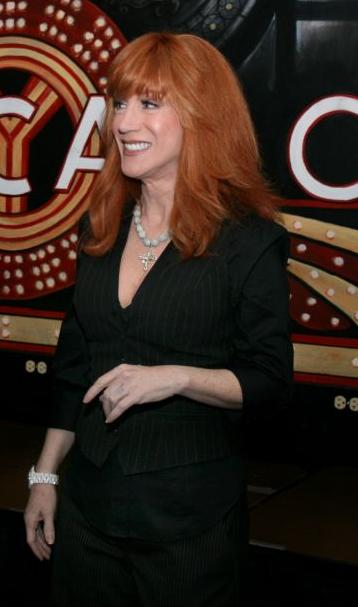
Kathy Griffin joue l'infirmière dans la vidéo pour The Real Slim Shady
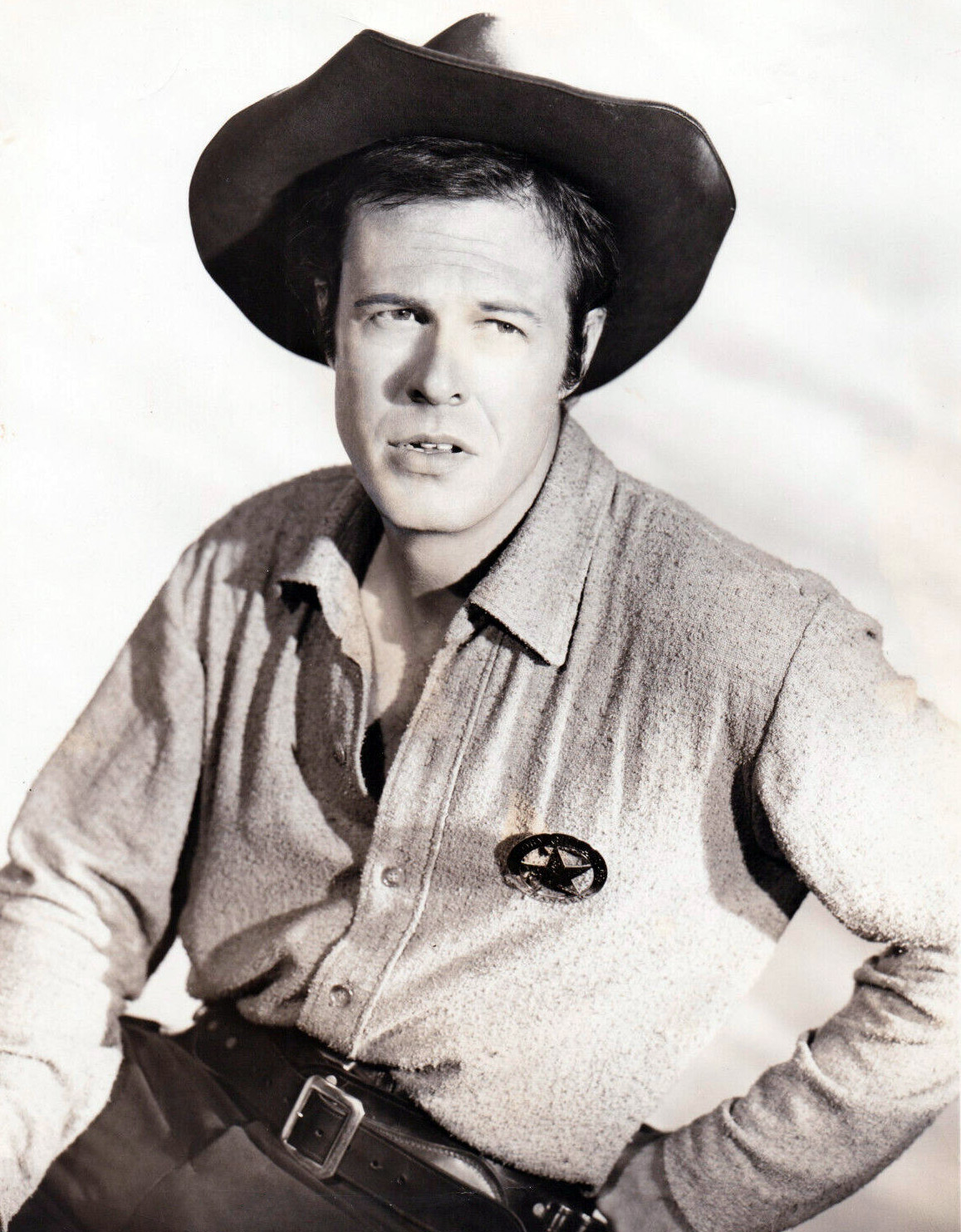
Robert Culp joue le narrateur dans la vidéo pour Guilty Conscience